# 4479 Чарліпаркер
4479 Чарліпаркер (4479 Charlieparker) — астероїд головного поясу, відкритий 10 лютого 1985 року.
Тіссеранів параметр щодо Юпітера — 3,330.